# 大果杜英
大果杜英（学名：Elaeocarpus fleuryi）为杜英科杜英属下的一个种。

## 扩展阅读
- 維基物種上的相關：大果杜英